# 低聚半乳糖

半乳寡糖（Galacto-oligosaccharides；簡寫作GOS）是寡糖的一種，「低聚半乳糖」為中國大陸用語，也是一種益生元，人體不能吸收，但可以促進大腸內益生菌的生長及活躍度，因此常於嬰幼兒或成人的奶類製品裡（例如：配方奶粉）加入。